# کلیسای سنت اندرو، کی‌یف
کلیسای سنت اندرو (اوکراینی: Андріївська церква) یک کلیسا در شهر کی‌یف، اوکراین است.
ساخت این کلیسا در سال ۱۷۴۴ با معماری باروک شروع و در سال ۱۷۶۷ به پایان رسید، ساختمان کلیسا دارای ۳۱٫۷ متر طول، ۲۰٫۴ متر عرض و ۵۰ متر ارتفاع می‌باشد.

## نگارخانه

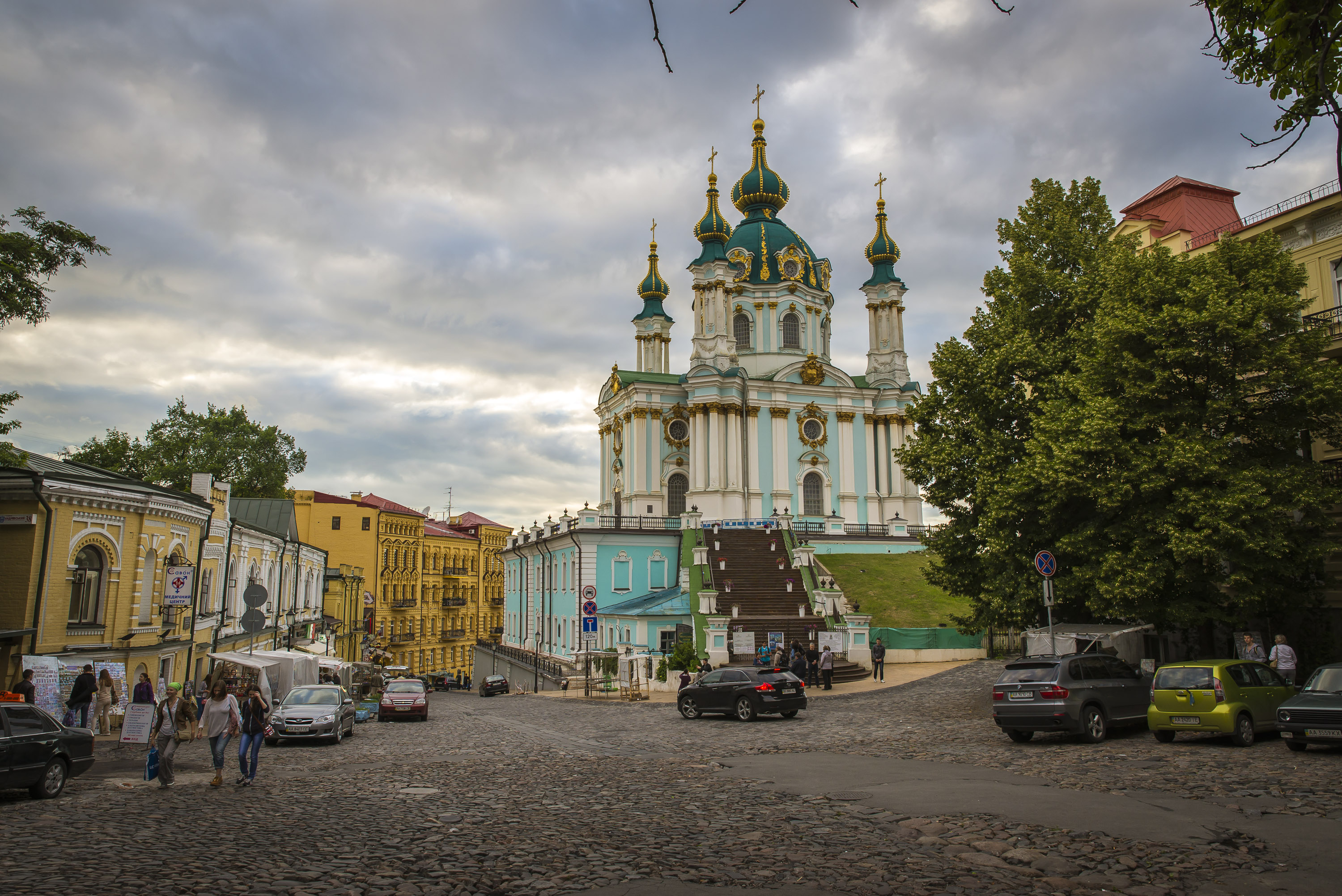
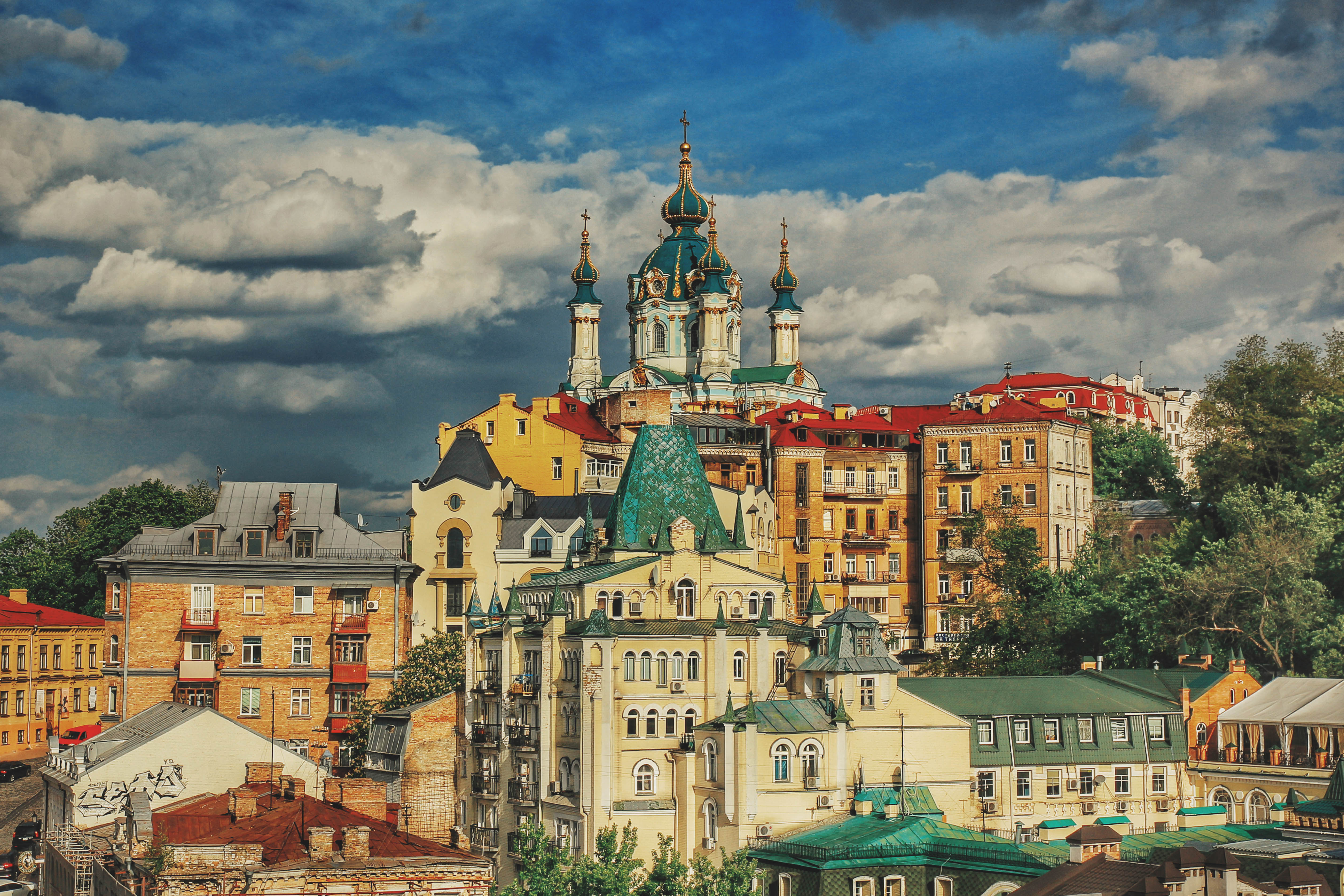
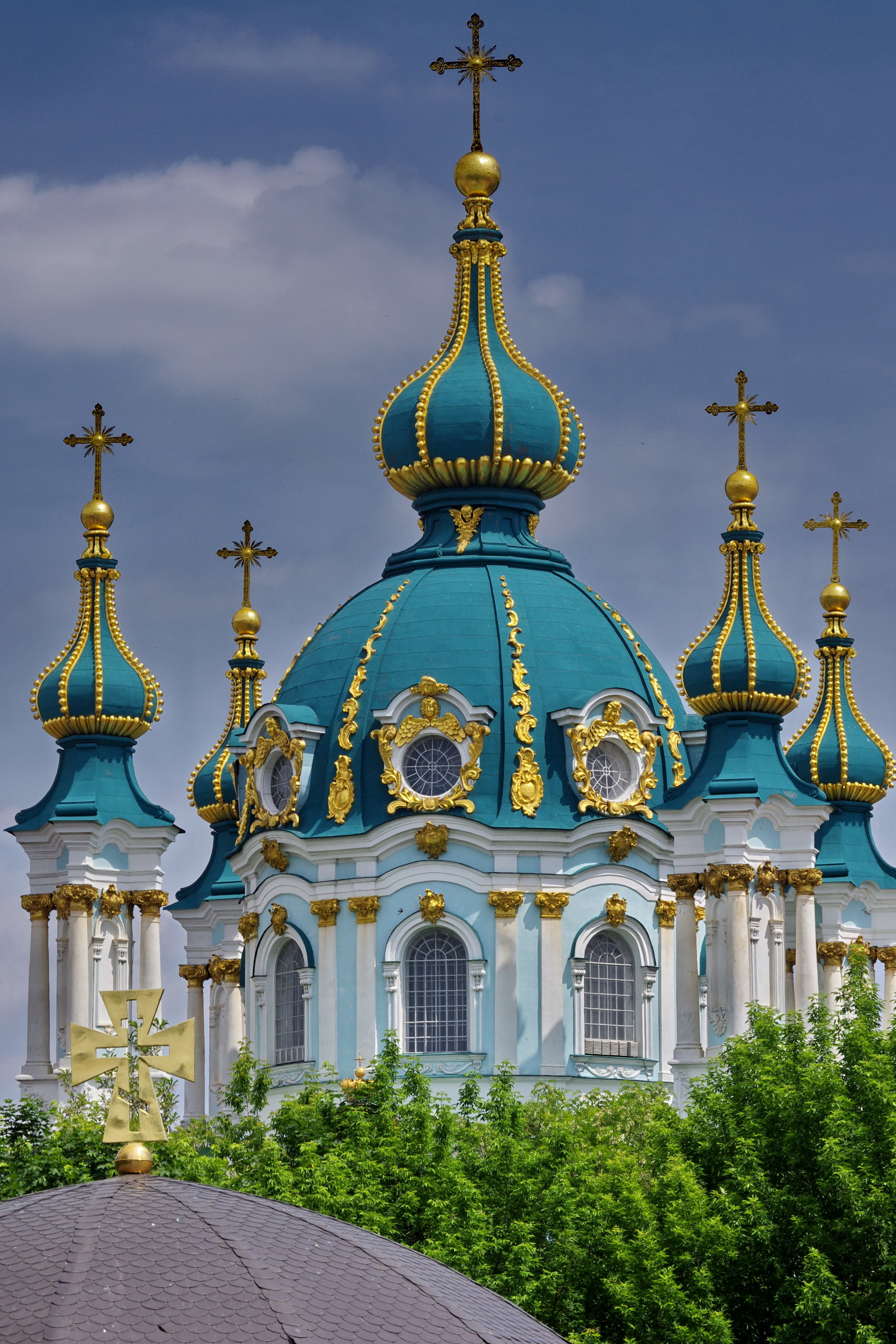
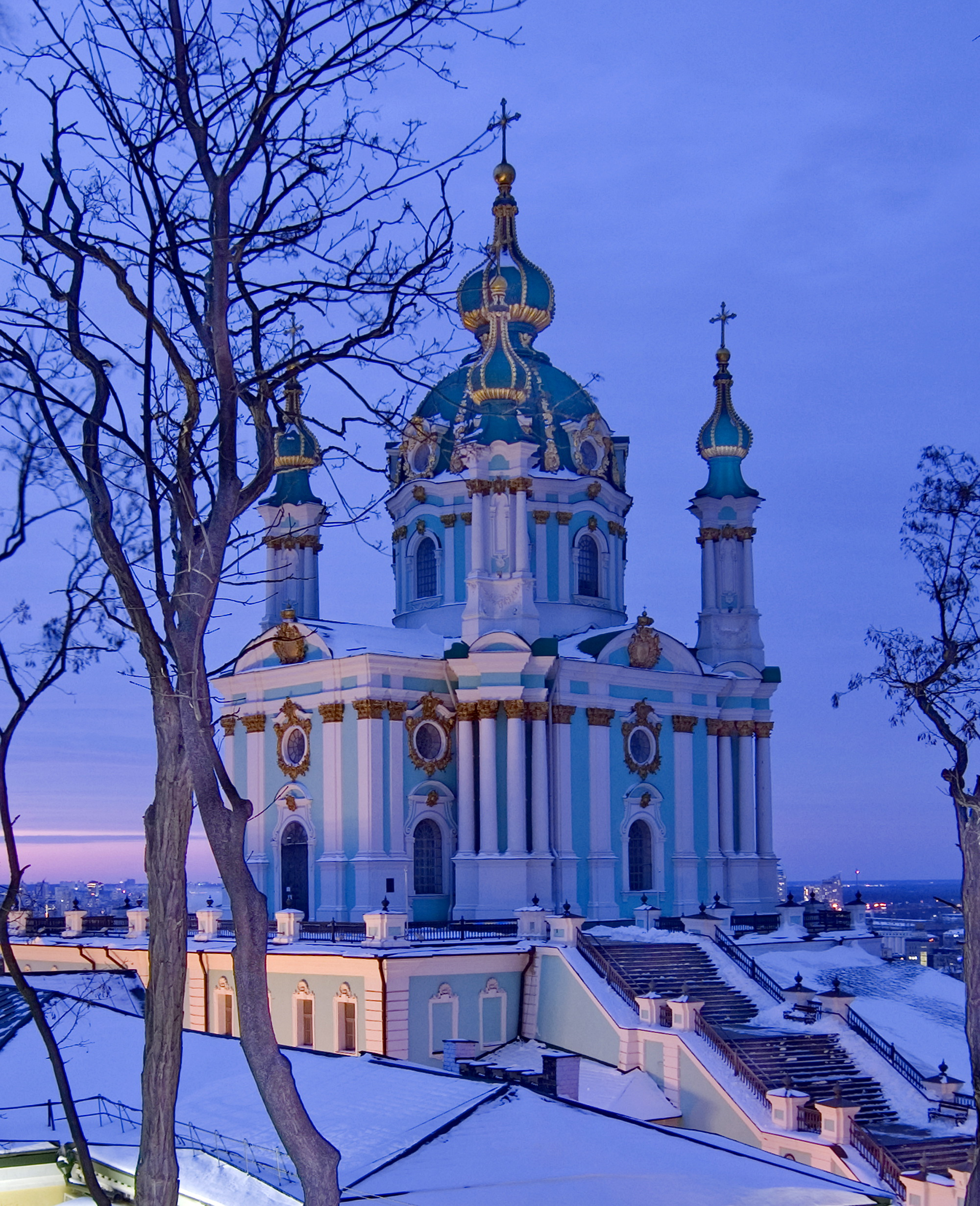
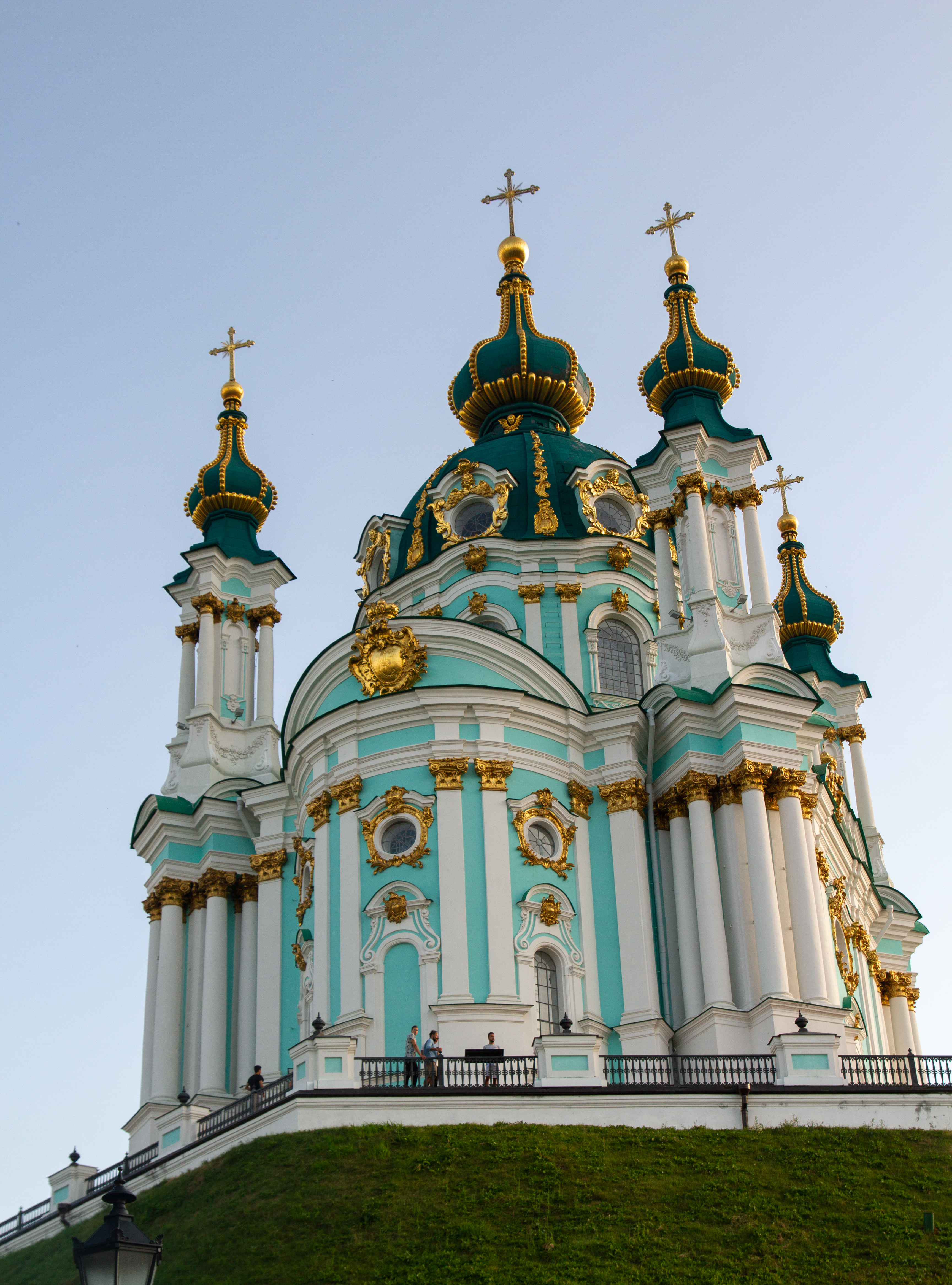